# Ana Buljan
Ana Buljan (1939.) hrvatska je prevoditeljica.

## Biografija
Na Filozofskom fakultetu u Zagrebu diplomirala je komparativnu književnost i francuski jezik. 
Članica je Društva hrvatskih književnih prevodilaca od 1970. godine. 
Radila je kao redaktor u medicinskom časopisu u KBC Sestre milosrdnice, kao urednik u izdavačkoj kući Globus, te kao redaktor u arhitektonskim časopisima Čovjek i prostor i Arhitektura.
U mirovini je od 1996. godine.
Od 1963. godine prevodi studije, eseje i kritike, s područja književnosti, likovnih umjetnosti, kazališta, filozofije i sociologije, za studentske i književne novine i časopise (Studentski list, Danas, Telegram, Dubrovnik, Arhitektura, Kritika, Prolog, Mogućnosti, Lettre international, Hrvatsko slovo) te za Treći program Hrvatskog Radija (autori: Alain Roger, Maurice Merlau-Ponty, Julija Kristeva, Jean Pierre Richard, Kostas Axelos, Roland Barthe, Annie Le Brun, Alain Finkielkraut, Paul Garde, Robert Abirached, Pascal Bruckner...)

## Prijevodi
| Autor                              | Naziv prijevoda                                                                                    | Naziv originala | Mjesto i godina izdanja |
| ---------------------------------- | -------------------------------------------------------------------------------------------------- | --- | ----------------------- |
| Adamov, Arthur                     | Živo vrijeme                                                                                       | Le Temps Vivant | Zagreb, 1974.           |
| Balzac, Honoré de                  | Ljiljan u dolu                                                                                     | Le Lys dans la valée | Zagreb, 2008.           |
| Barthes, Roland                    | Pismovni odjevni predmet                                                                           | Système de la mode | Zagreb, 2002.           |
| Baudelaire, Charles                | Jadna Belgija                                                                                      | Pauvre Belgique | Zagreb, 2006.           |
| Baudrillard, Jean                  | Moda ili čarolija koda                                                                             | La mode ou la féerie du code | Zagreb, 2002.           |
| Benda, Julien                      | Izdaja intelektualaca                                                                              | La trahison des clercs | Zagreb, 1997.           |
| Bernanos, Georges                  | Gospodin Ouine                                                                                     | Monsieur Ouine | Zagreb, 2020.           |
| Bruckner, Pascal                   | Neprestana ushićenost, esej o prisilnoj sreći                                                      | L'Euphorie perpétuelle: Essai sur le bonheur                                                                                       | Zagreb, 2001.           |
| Camus, Renaud                      | Život psa Horle                                                                                    | Vie du chien Horla | Zagreb, 2006.           |
| Carcopino, Jérôme                  | Rim u razdoblju najvišeg uspona carstva                                                            | La vie quotidienne à Rome à l'apogée de l'empire                                                                                   | Zagreb, 1981.           |
| Chevalier, Jean, Gheerbrant, Alain | Rječnik simbola                                                                                    | Dictionnaire des symboles | Zagreb, 1983.           |
| Clair, Jean                        | Razmišljanja o stanju umjetnosti                                                                   | Considérations sur l'état des beaux-arts                                                                                           | Zagreb, 1998.           |
| Cocteau, Jean                      | Ljepotica i zvijer                                                                                 | La Belle et la Bête | Zagreb, 1989.           |
| Goldmann, Lucien                   | Estetika mladog Lukácsa, Međuzavisnost industrijskog društva i novih oblika kulturnog stvaralaštva | L'Esthetique de jeune Lukacs, Les interdépendances entre la société industrielle et les nouvelles formes de la création littéraire | Zagreb, 1987.           |
| Grmek, Mirko                       | Medejin kotao, Pokusi in vivo u antičko doba                                                       | Le chaudron de Médée: L'expérimetation sur le vivant dans l'Antiquité                                                              | Zagreb, 2004.           |
| Huysmans, Joris-Karl               | Naopako                                                                                            | A rebours | Zagreb, 2005.           |
| Jentet, René                       | Zašto? (radiodrama)                                                                                | Pour quoi (pièce radiophonique) | Zagreb, 1974.           |
| Lefebvre, Henri                    | Misao postala svijetom                                                                             | Une pensée devenue monde... | Zagreb, 1981.           |
| Michaux, Henri                     | Barbarin u Aziji                                                                                   | Un barbare en Asie | Zagreb, 2004.           |
| Moktefi, Mokhtar                   | Prva stoljeća islama                                                                               | Aux premiers siècles d'islam | Ljubljana-Zagreb, 1990. |
| Mounier, Emmanuel                  | Rasprave o personalizmu                                                                            | Ėcrits sur le personalisme | Zagreb, 2019.           |
| Péguy, Charles                     | Novac                                                                                              | L'Argent | Zagreb, 2019.           |
| Rouaud, Jean                       | Ratišta                                                                                            | Les Champs d'honneur | Zagreb, 2014.           |
| Sagan, Françoise                   | Prolazna bol                                                                                       | Un chagrin de passage | Zagreb, 1996.           |
| Schwob, Marcel                     | Imaginarni životopisi                                                                              | Vies imaginaires | Zagreb, 2007.           |
| Staël, Germaine de                 | O Njemačkoj                                                                                        | De l'Allemagne | Zagreb, 2007.           |
| Zola, Emile                        | Germinal                                                                                           | Germinal | Zagreb, 2001.           |
| Weil, Simone                       | Težina i milost                                                                                    | La pesanteur et la grȃce | Zagreb, 2004.           |

## Vanjske poveznice
- Ana Buljan u Društvu hrvatskih književnih prevodilaca